# Герб комуни Вара
Герб комуни Вара (швед. Vara kommunvapen) — символ шведської адміністративно-територіальної одиниці місцевого самоврядування комуни Вара. 

## Історія
Герб комуни офіційно зареєстровано 1981 року.

## Опис (блазон)
У синьому полі червоний косий хрест, поверх якого покладено по три золоті колоски пшениці обабіч.

## Зміст
Косий хрест означає перетин важливих транспортних шляхів. Алхімічний знак символізує видобуток заліза. Колоски уособлюють сільське господарство.      